# Змія-носоріг
Змія-носоріг (Rhinocerophis) — рід отруйних змій родини Гадюкові. Має 6 видів. Раніше більшість належало до роду Ботропс.

## Етимологія
Назва походить від латинських слів «Rhinoceros», що означає «носоріг», та «ophis», що означає «змія»

## Опис
Загальна довжина представників цього роду коливається від 50 см до 1,7 м. Голова стиснута з боків, морда витягнута. Тулуб кремезний, масивний. Особливість цих змій — наявність на морді довгого виросту на кшталт рогу. Мають 1—2 піднебінних зубів. Отруйні ікла на верхній щелепі короткі. Хвіст не чіпкий. Забарвлення коричневе, бурувате з плямами різного розміру.

## Спосіб життя
Полюбляють відкриті місцини, луки, болота, широколистяні ліси, араукарії. Активні вночі. Харчуються гризунами, ящірками, птахами.
Отрута досить небезпечна.
Це живородні змії.

## Розповсюдження
Це ендеміки Південної Америки.

## Види
- Rhinocerophis alternatus
- Rhinocerophis ammodytoides
- Rhinocerophis cotiara
- Rhinocerophis fonsecai
- Rhinocerophis itapetiningae
- Rhinocerophis jonathani